# Hyena's (lied)
Hyena's is een lied van de Nederlandse rapper en producer Idaly in samenwerking met rappers Kevin en Hef. Het werd in 2020 als single uitgebracht en stond in hetzelfde jaar als zesde track op de ep Jungle van Idaly.

## Achtergrond
Hyena's is geschreven door Julliard Frans, Idaly Faal, Kevin de Gier en geproduceerd door Idaly. Het is een nummer uit het genre nederhop. In het lied wordt er gerapt over de manier hoe de liedvertellers nu geld verdienen en hoe ze dat in het verleden deden. De single heeft in Nederland de gouden status.
Het is de eerste keer dat de drie artiesten tegelijk met elkaar werken. Deze samenwerking werd in 2021 herhaald met Bagage en op Eigenaar. Onderling hadden voor Hyena's vooral Kevin en Hef al met elkaar samengewerkt, zoals op De wereld is van jou en Home town. Na Hyena's waren er ook meerdere samenwerkingen van de rappers onderling. Zo stonden Idaly en Kevin onder andere samen op Ik kom je halen, Praat met mij en Betalen voor dit en Idaly en Hef op In de kou.

## Hitnoteringen
De artiesten hadden bescheiden succes met het lied in Nederland. Het piekte op de 22e plaats van de Single Top 100 en stond vijf weken in deze hitlijst. De Top 40 werd niet bereikt; het lied bleef steken op de veertiende plaats van de Tipparade.